# Џеп код Фалеза
Џеп код Фалеза или битка за Фалески џеп (12–21. август 1944) је била одлучујући сукоб битке за Нормандију у Другом светском рату. Око Фалеза је створен џеп у којем су западни Савезници опколили немачку групу армија Б, са 7. армијом и 5. оклопном армијом. Битка се окончала уништењем највећег дела групе армија Б западно од реке Сене, што је Савезницима отворило пут ка Паризу и немачкој граници.
Након операције Кобра, америчког пробоја са нормандијских мостобрана, 3. америчка армија под командом генерала Џорџа Патона је брзо напредовала ка југу и југоистоку. Упркос недостатку ресурса да одбије амерички пробој и истовремене британске и канадске офанзиве јужно од Комона и Кана, Хитлер није дозволио фелдмаршалу Гинтеру фон Клугеу, команданту групе армија Б, да се повуче, већ му је наредио да изврши контраофанзиву код Мортена против америчког пробоја. Четири истрошене оклопне дивизије нису биле довољне да се порази 1. америчка армија. Операција Литих је била катастрофа, која је натерала Немце још дубље у савезничку замку.
Генерал Бернард Монтгомери, командант савезничких копнених снага, је 8. августа наредио савезничким армијама да напредују ка области Фалез-Шамбоа да би се опколила група армија Б. 1. америчка армија је требало да чини јужни крак, 2. британска армија центар, а 1. канадска армија северни крак опкољавања. Немци су почели да се повлаче 17. августа, а 19. августа Савезници су се срели код Шамбоа. Немачки контранапади су форсирали пукотине у савезничким линијама, а највећа пукотина је била коридор поред 1. пољске оклопне дивизије на брду 263, командном положају на крају џепа. До вечери 21. августа џеп је био затворен, са око 50.000 Немаца заробљених у њему, Многи Немци су побегли, али су губици у људству и опреми били огромно. Два дана касније ослобођен је Париз, а 30. августа група армија Б се повукла преко Сене, чиме је окончана операција Оверлорд.